# Trò chơi năm 2014
Trang này liệt kê các board game, trò chơi thẻ bài, wargame, trò chơi mô hình thu nhỏ, và trò chơi nhập vai tabletop xuất bản năm 2014.  Đối với trò chơi điện tử, xem Trò chơi điện tử năm 2014.

## Trò chơi phát hành hoặc phát minh năm 2014
- Born of the Gods
- Camel Up
- Dead of Winter: A Cross Roads Game
- Future Card Buddyfight
- Havok & Hijinks
- Journey into Nyx
- Khans of Tarkir
- Magic: The Gathering Conspiracy
- Tide of Iron: Next Wave
- Thunderstone Advance: Worlds Collide
- Warhammer 40,000: Conquest
- Zoophoria

## Giải thưởng trò chơi được trao năm 2014
- Spiel des Jahres: Camel Up
- Kennerspiel des Jahres: Istanbul
- Kinderspiel des Jahres: Geister, Geister, Schatzsuchmeister!
- Deutscher Spiele Preis: Russian Railroads
- Games: Garden Dice/The Card Expansion

## Sự kiện lớn liên quan đến trò chơi năm 2014
- Days of Wonder hợp nhất với Asmodée Éditions[1]
- Fantasy Flight Games hợp nhất với Asmodée Éditions[2]

## Chết
| Ngày       | Tên               | Tuổi | Chức vụ                                   |
| ---------- | ----------------- | ---- | ----------------------------------------- |
| 27 tháng 2 | Aaron Allston     | 53   | Nhà thiết kế trò chơi và tác giả          |
| 24 tháng 3 | David A. Trampier | 59   | Nhà vẽ minh họa cho Dungeons & Dragons    |
| 5 tháng 8  | Scott Ciencin     | 51   | Tiểu thuyết gia, bao gồm Forgotten Realms |